# Clarió

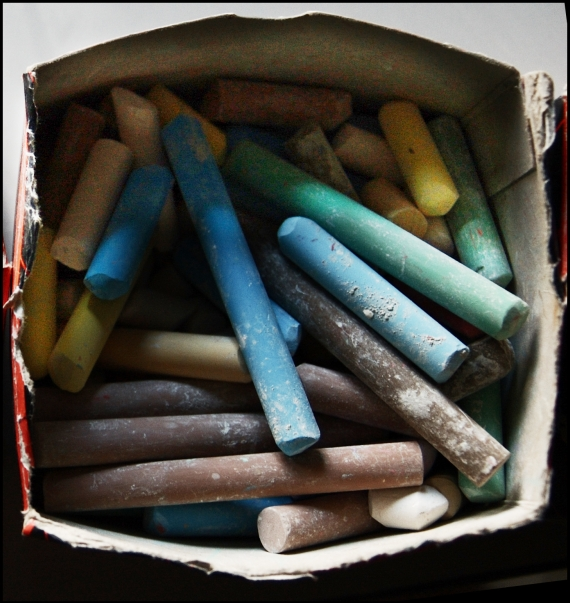
Clarions de colors.

El guix o clarió (pres del castellà clarión i aquest del francès crayon) és una mescla d'argila blanca i de greda que, preparada en barretes, s'usa per a escriure en la taulassa o tauler (pissarra) i, polvoritzada, per a netejar els metalls.
La mescla de cendra i aigua ha estat utilitzada com a pintura per diverses cultures mesoamericanes.
Sol dir-se també així el compost de guix que s'usa en el joc de billar per a fregar els tacs a fi que no rellisquen quan hom colpeix les boles.
El guix s'elabora generalment mesclant guix amb aigua i alguns altres materials tals com caolí, greda, colorants, i es vessa dins d'un motlle especial. Una vegada que s'ha mesclat, es treu del motlle i s'asseca.